# Guillermo Andres Wilson
Guillermo Andres Wilson (Carlisle, 15 de agosto de 1852 - Rio de Janeiro, 7 de março de 1893) foi um engenheiro civil inglês e um dos responsáveis técnicos pela construção da Estrada de Ferro Central da Bahia, Estrada de Ferro Central de Alagoas e pelos estudos para construção da Estrada de Ferro Dom Pedro I, em Santa Catarina.

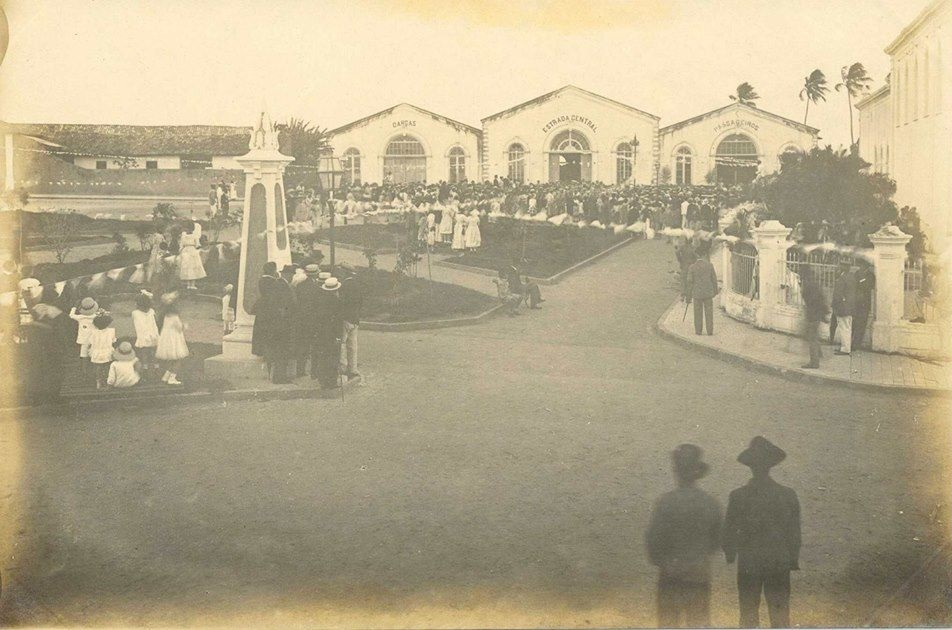
Estação Ferroviária de Feira de Santana, inaugurada pelo presidente da província da Bahia o Barão Homem de Melo, em 23 de setembro de 1878. O engenheiro civil inglês Guillermo Andres Wilson foi o responsável técnico

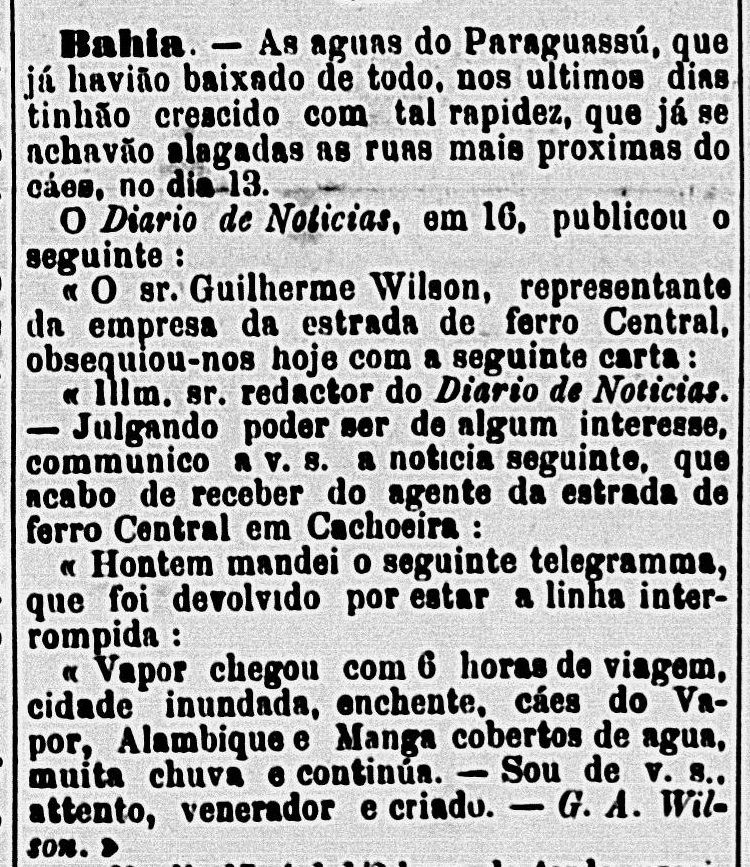
Tráfego no ramal de Feira de Santana interrompido. Enchente em Cachoeira e São Félix. Nome de Guillermo Wilson grafado como Guilherme Wilson e G. A. Wilson na mesma notícia

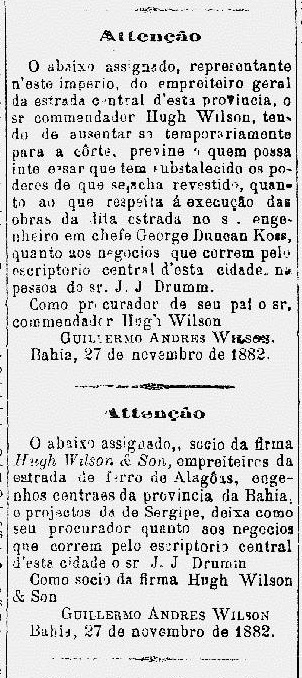
Foi a empreiteira dos engenheiros civis ingleses Hugh Wilson e Guillermo Andres Wilson

Filho da Senhora Cristina Wilson e do engenheiro civil Hugh Wilson, empreiteiro ferroviário no Brasil. Foi educado na High School na cidade de Carlisle, e graduou-se como engenheiro civil na Faculdade de Engenharia na cidade de Chester, Inglaterra. Em 1873, aos 21 anos de idade, foi encarregado da sede da empreiteira Wilson & Son em Salvador, Bahia, Brasil. Uma das primeiras obras em que se engajou foi o levantamento e construção de 45 quilômetros do Ramal de Feira de Santana, envolvendo o Viaduto Três Riachos, Viaduto do Batedor, um túnel, pontilhões e grandes cortes nas serras e embasamentos. O ramal teve seu tráfego inaugurado em 02 de dezembro de 1876. Durante três anos ele foi o único responsável pelo tráfego e manutenção.

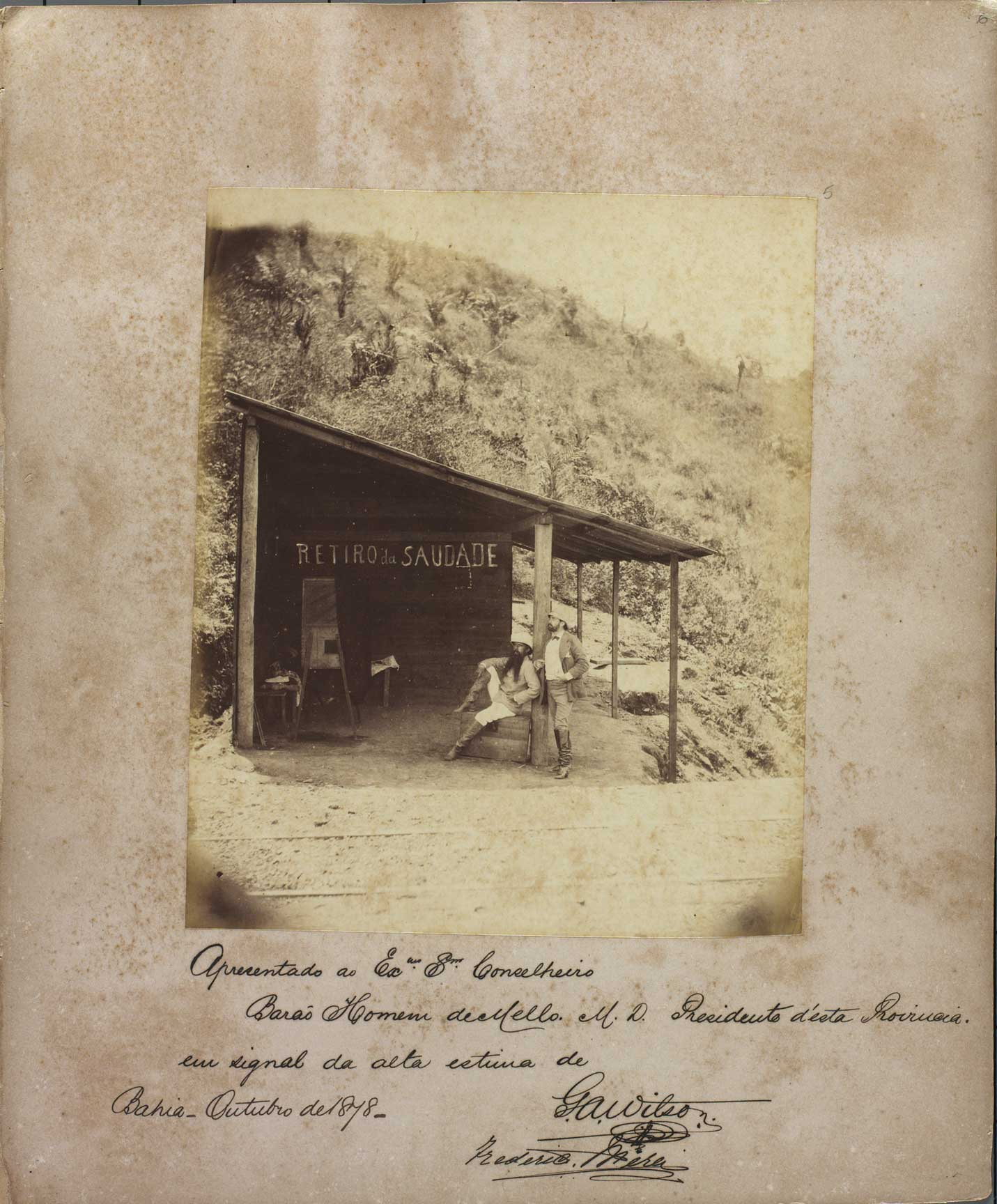
Engenheiros civis Guillermo Andres Wilson (em pé) e o Frederico Merei, em outubro de 1878. Ramal ferroviário da Feira de Santana, Bahia.

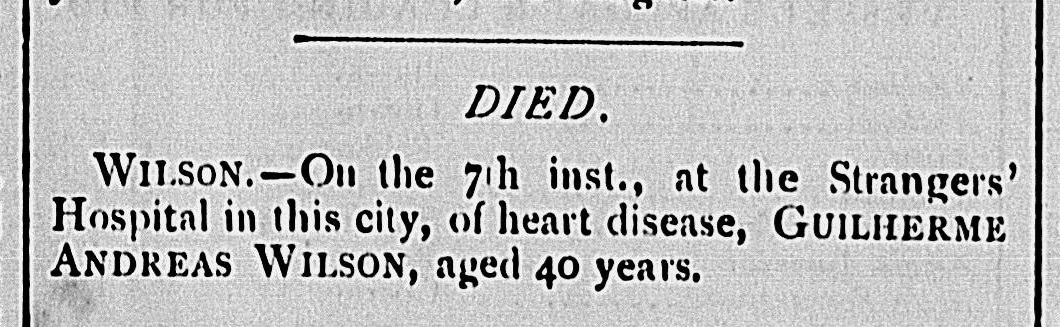
Nota informando o falecimento do Guillermo Andres Wilson

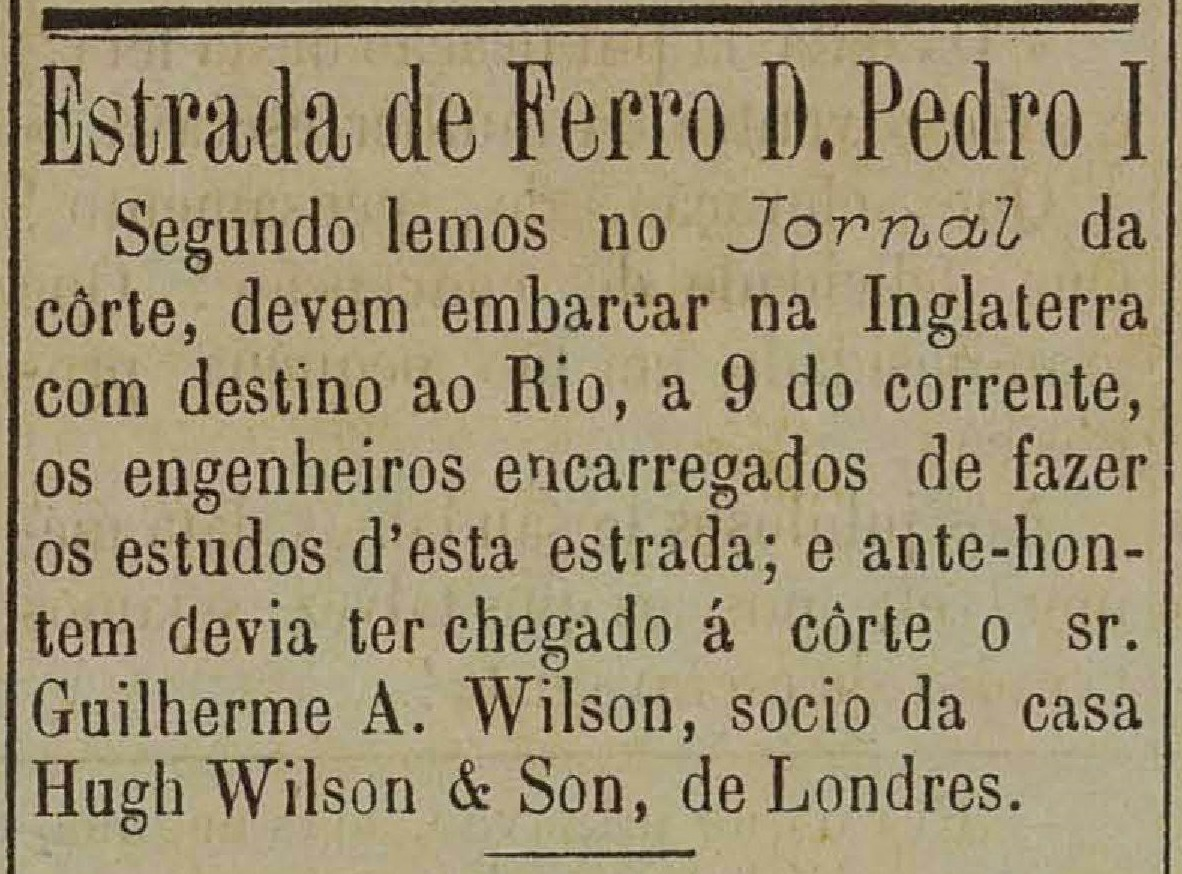
Estrada de Ferro Dom Pedro I. Guilherme A. Wilson, sócio da casa Hugh Wilson & Son.

O jornal Correio da Bahia, de 02 de dezembro de 1876, traz a seguinte informação: “Installação do hospital da Misericordia da Feira de Sant’Anna.- A acta dessa solenidade é do theor seguinte: “Aos dous diaz do mez de dezembro de 1876, 55° da independência e do império do Brazil, reinando s. m. o i. d. Pedro II, e sob a regência de s. a. i. a princesa d. Isabel, na ausência do imperador, em sua segunda viagem ao estrangeiro, sendo presidente deste província o exm. Sr. Dr. Luiz Antonio da Silva Nunes, em presença deste e da mesa administrativa da Santa Casa da Misericordia da Feira de Sant’Anna, sendo presidente o sr. dr. juiz de direito da comarca, Estevão Vaz Ferreira, secretario o tenente-coronel Leonardo José Pereira Borges, procurador geral major Victorino Fernandes Garcia, tesoureiro capitão Luperio Leolindo Pitombo, e mesários drs. Manuel Marcolino Pimentel, Olegario Cezar Cabussú, Francisco Benedicto de Souza Barbosa, tenete-coronel Raymundo Barbosa de Souza, capitão Francisco Gonçalves pedreira França, Joaquim Ferreira de Moraes, tenentes Targino Ribeiro de Macedo, Alexandre Teixeira de Sant’Anna, Tiburcio Fraga Sampaio, Luiz Paulino Victorio, Edmundo Germano e Leoncio José de Cerqueira; presentes também alguns deputados geraes e provinciaes, assim como as autoridades civis, eclesiásticas e militares locaes e diversas da capital, e muitas pessoas distincção, perante grande concursos de povo desta cidade, das de Cachoeira e da Bahia, que aqui vieram por ser também o dia da inauguração oficial da estrada de ferro central, de que é actual concessionário o engenheiro civil inglez Hugh Wilson, representado nesta reunião por seu filho Guilherme Wilson ás 3 horas da tarde do mencionado dia, por s. ex. o sr. Presidente da província foram inaugurados os trabalhos da edificação do hospital da irmandade da Misericordia, com a denominação de – Pedro II – assentando a pedra fundamental deste edifício, depois de benta, segundo o ritual romano, pelo rvm. Padre Epiphanio Pereira de Moraes na ausência do respectivo parocho.”
Importante ressaltar que em muitos jornais do século XIX, o nome do Guillermo Andres Wilson foi grafado como Guilherme Andreas Wilson, Guilherme Andres Wilson, G. A. Wilson, Guilherme Wilson ou Guilherme A. Wilson, responsável pela empresa Hugh Wilson & Son, pela Estrada de Ferro Central, Imperial Estrada de Ferro Central, Estrada Central, Central Bahia Railway, Estrada de Ferro Central da Bahia ou Brazilian Imperial Central Bahia Railway. Também foi o representante especial da The Bahia Central Sugar Fectories Limited e Engenho Central do Iguape.

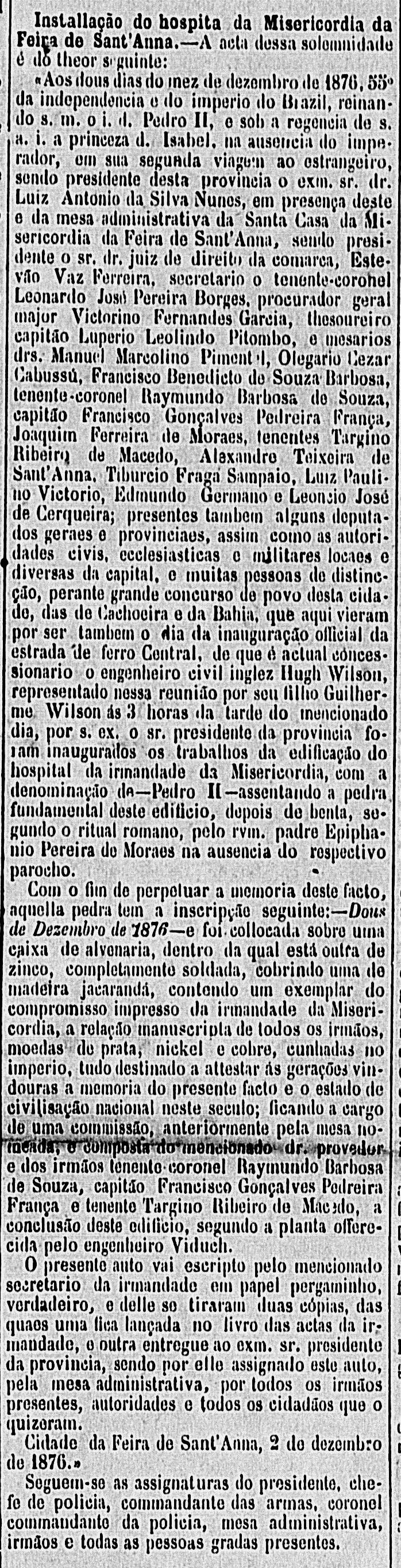
Inauguração do tráfego do ramal ferroviário de Feira de Santana

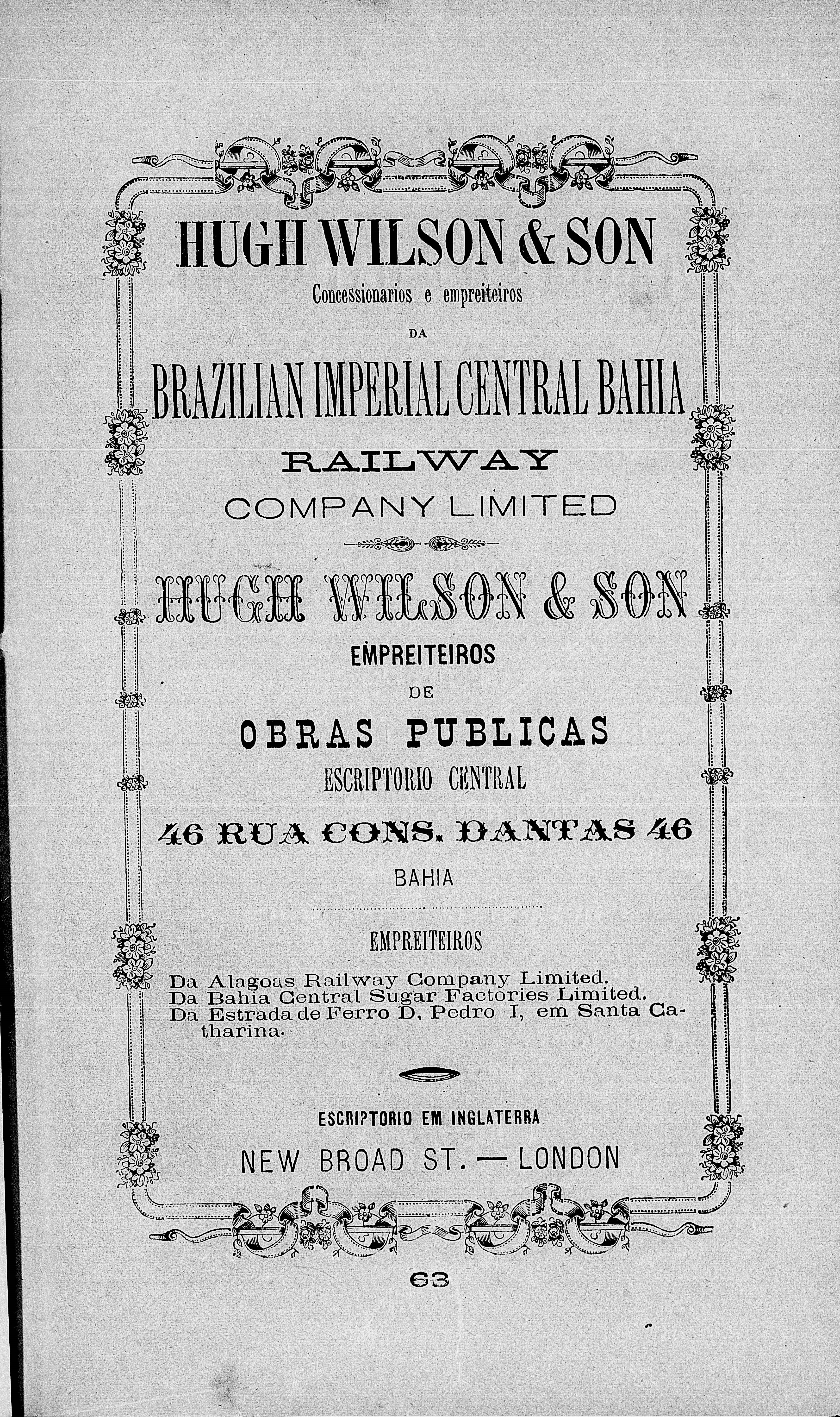
Propaganda da empreiteira Hugh Wilson & Son

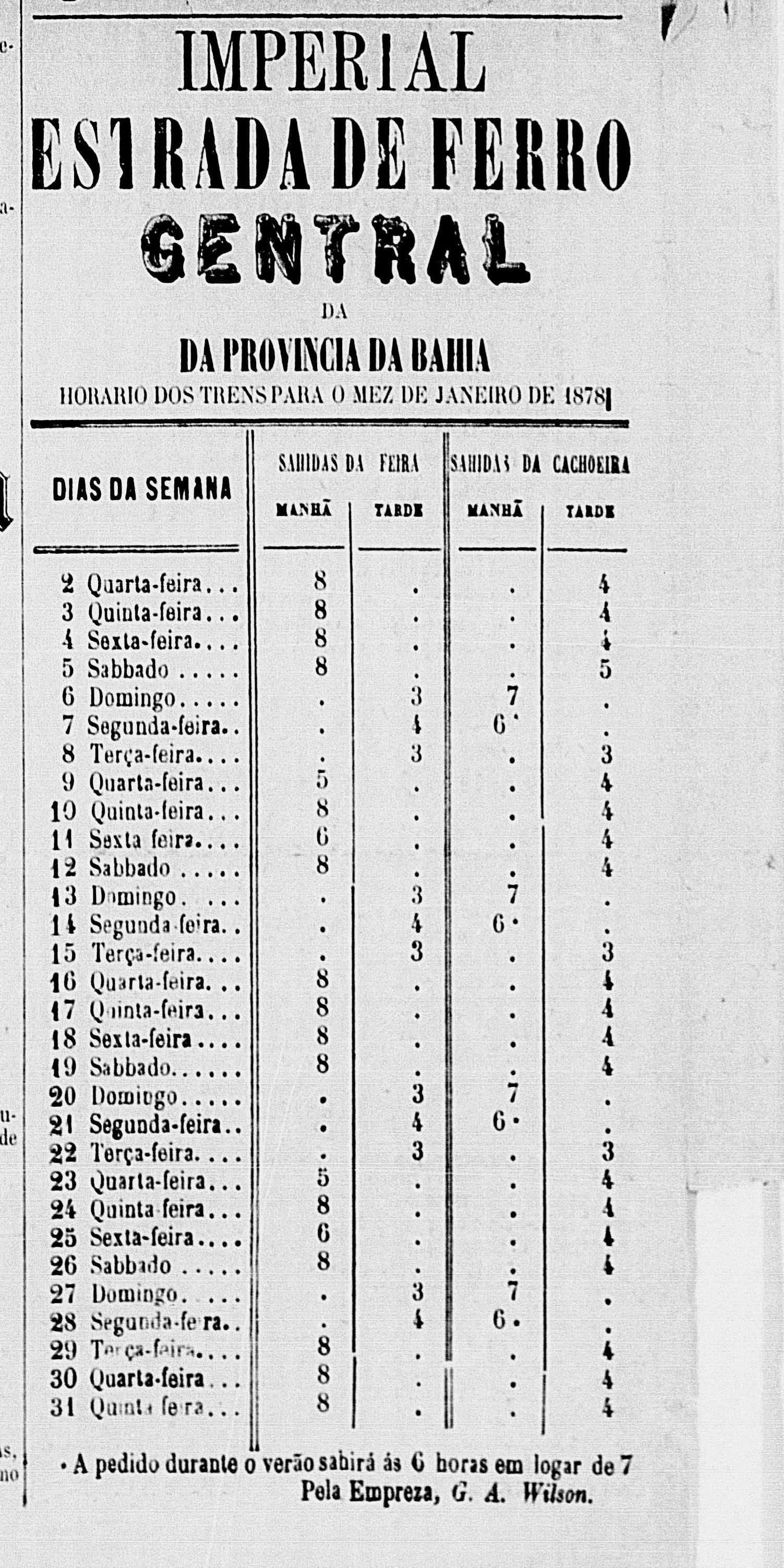
Horários dos trens para o mês de janeiro de 1878. Ramal ferroviário de Feira de Santana. G. A. Wilson engenheiro responsável

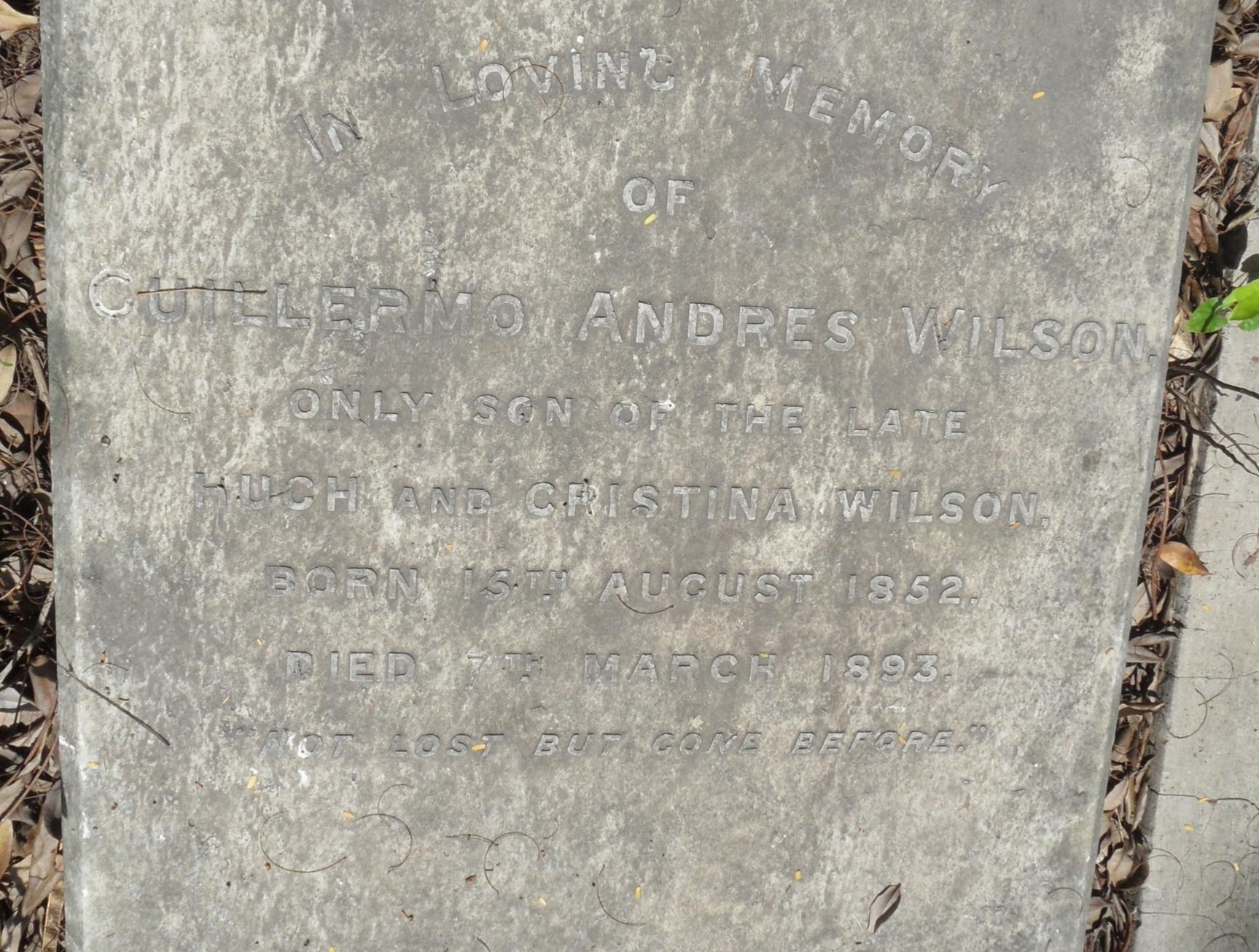
Lápide do túmulo do Guillermo Andres Wilson, Cemitério British Burial Ground, Gamboa, Rio de Janeiro

De 1879 a 1881 atuou como agente em Londres para projeto, compra e embarque de materiais para ferrovias no Brasil. Retornando ao Brasil em 1881, Guillermo Wilson atuou por sete anos como Agente Chefe da empreiteira no levantamento e construção de mais de 257 km da Estrada de Ferro Central da Bahia e da Estrada de Ferro Central de Alagoas. Em 1888-89, ele esteve envolvido na mesma função na construção de cerca de 563 km da Interoceanic Railway of Mexico e posteriormente pesquisou e informou sobre vários esquemas ferroviários naquele país. Seguindo para a Venezuela no ano seguinte, atuou como engenheiro residente da Guanta Railways, Harbour and Coal Trust Company Limited na construção de uma linha curta e, em 1891, relatou um projeto para docas e ferrovias na província de Ameria, Espanha.
Guillermo Andres Wilson foi sepultado no setor 8, jazigo 986, no British Burial Ground, mais conhecido como Cemitério dos Ingleses, localizado no Bairro da Gamboa, na cidade do Rio de Janeiro. Na lapide da sepultura está escrito: "Not lost but gone before."